# 杉浦正男
杉浦正男（すぎうら まさお，1914年8月20日—2020年1月12日）是日本勞工運動、人權運動者。二戰前參與勞工運動，因違反《和平維持法》被捕；戰後擔任產業聯合會會議幹事長。主要著作有《五一勞動節的歷史》（メーデーの歴史）、《年輕人不會向風暴屈服》（若者は嵐に負けない）等。